# Линия Армстронга
Линия Армстронга (предел Армстронга) — высота, выше которой живые организмы не могут существовать. Линия находится на высоте 18-19 км над уровнем моря, атмосферное давление на этой высоте — порядка 6,3 кПа. Температура закипания воды равна нормальной температуре человеческого тела. Для нахождения выше Линии Армстронга требуется герметичная капсула или костюм. Воздействие давления ниже 0,0618 атм. (6,3 кПа, 47 мм рт. ст.) приводит к быстрой потере сознания, за которой следует ряд изменений сердечно-сосудистых и неврологических функций, и в конечном итоге к смерти, если давление не восстанавливается в течение 60—90 секунд.
Названа в честь Гарри Джорджа Армстронга — основателя отделения космической медицины в Техасе.

## Влияние на жидкость тела
Жидкости на линии Армстронга и выше этой линии закипают при температуре тела человека, некоторые биологические жидкости выкипают (слюна, лёгочная жидкость, слёзы). Кровь, циркулирующая в системе кровообращения, не выкипает, поскольку её температура выше, чем внешняя температура (до 39 градусов в печени), кроме того, кровь циркулирует в замкнутой системе и не превращается в пар при температуре кипения. НАСА объявило о процессе «взрывной» декомпрессии, примерно такой же как разрушение самолёта в воздухе на высоте более 8000 метров.
При нормальной температуре тела давление водяного пара составляет 6,3 кПа, то есть при давлении окружающей среды 6,3 кПа температура кипения воды составляет около 37 градусов по Цельсию. Кровяное давление также измеряется относительно атмосферного давления. Артериальное давление также увеличивается с увеличением высоты, так что у пациентов с диастолическим низким артериальным давлением (8,0 Кпа), вероятно, будет повышенное кровяное давление, когда они достигнут линии Армстронга. Современные формулы для расчёта стандартного давления на данной высоте меняются — как и точные давления, которые фактически будут измеряться на данной высоте в данный день, но общая формула показывает, что 6,3 кПа обычно находится на высоте 19 000 м.

## Что происходит ниже предела Армстронга?
Человеческое тело требует дополнительный кислород, находясь ниже предела Армстронга, чтобы избежать гипоксии. Для большинства людей это необходимо на высоте более 4500 м. Коммерческие реактивные лайнеры должны поддерживать давление в кабине, соответствующее высоте не более 2400 м. В соответствии с американскими правилами, касающимися воздушных судов общего назначения, минимальный требуемый полётный экипаж, но не пассажиры, должны использовать дополнительный кислород, если самолёт проводит более получаса на высоте более 3800 м. Минимальный требуемый полёт экипажа должен быть на дополнительном кислороде, если самолёт проводит какое-то время выше высоты 4300 м, и даже пассажиры должны быть обеспечены дополнительным кислородом выше высоты 4 500 м. Парашютисты, которые перед прыжком находятся на высоте лишь ненадолго, обычно не превышают 4500 м.

## Историческое значение
Предел Армстронга описывает высоту, связанную с объективным, точно определённым природным явлением: давлением паров воды с температурой тела. В конце 1940-х годов Предел Армстронга представлял собой новый фундаментальный закон, который выходит за рамки обычного субъективного наблюдения за человеческим телом. Первоначально костюмы под давлением носили на высотах, которые были ниже предела Армстронга, чтобы предотвратить гипоксию. В 1936 году Фрэнсис Суэйн из Королевских военно-воздушных сил поднялся на 15 230 м, летя на самолёте Bristol Type 138, во время ношения скафандра. Два года спустя итальянский военный офицер Марио Пецци установил рекордную высоту — 17 083 м, одетый в скафандр в своём Caproni Ca.161.
Костюм под давлением обычно требуется на высоте около 15 000 м для хорошо подготовленного и опытного пилота, чтобы безопасно управлять самолётом в негерметичных кабинах. В негерметичной кабине на высоте более 11 900 м над уровнем моря физиологическая реакция, даже при дыхании чистым кислородом, представляет собой гипоксию — неадекватный уровень кислорода, вызывающий путаницу и возможную потерю сознания. Воздух содержит 20,95 % кислорода. На 11 900 м, вдыхая чистый кислород через открытую лицевую маску, человек вдыхает такое же парциальное давление кислорода, как и обычный воздух на высоте около 3600 м над уровнем моря. На больших высотах кислород должен доставляться через герметичную маску с повышенным давлением, чтобы поддерживать физиологически адекватное парциальное давление кислорода. Если пользователь не надевает скафандр или одежду противодавления, которая ограничивает движение его груди, воздух под высоким давлением может повредить лёгкие.
Для современных военных самолётов, таких как F-22 и F-35 Соединённых Штатов, оба из которых имеют эксплуатационные высоты 18 000 м или более, пилот носит «одежду противодавления». В случае, если в кабине давление падает ниже нормы, кислородная система переключается в режим положительного давления, где кислород подаётся в специальную герметизирующую маску, а также идёт пропорциональное накачивание одежды противодавления. Одежда противодействует расширению грудной клетки пилота наружу, чтобы предотвратить лёгочную баротравму, пока пилот не может спуститься на безопасную высоту.

## Примечание
1. ↑  Explosive Decompression and Vacuum Exposure. web.archive.org (21 июля 2009). Дата обращения: 28 июня 2020. Архивировано 21 июля 2009 года.
2. ↑  NAHF. web.archive.org (18 ноября 2007). Дата обращения: 28 июня 2020. Архивировано 18 ноября 2007 года.
3. ↑  Human Body in a Vacuum. web.archive.org (14 октября 2014). Дата обращения: 28 июня 2020. Архивировано 30 мая 2012 года.
4. ↑  Electronic Code of Federal Regulations (eCFR) (англ.). Electronic Code of Federal Regulations (eCFR). Дата обращения: 28 июня 2020. Архивировано 3 января 2021 года.
5. ↑  Skydiver's Information Manual. web.archive.org (30 марта 2014). Дата обращения: 28 июня 2020. Архивировано 30 марта 2014 года.
6. ↑  Wayback Machine. web.archive.org (25 марта 2016). Дата обращения: 28 июня 2020. Архивировано из оригинала 25 марта 2016 года.
7. ↑  Aviation Week — JULY 18/25 2011 (англ.). Aviation Week | The Complete Archive. Дата обращения: 28 июня 2020. Архивировано 12 февраля 2020 года.